# Dimitri Malachenkov
Dimitri Malachenkov (en russe : Дмитрий Малашенков) est l'un des scientifiques soviétiques ayant participé à la mission Spoutnik 2. Malachenkov est connu pour avoir révélé au public en octobre 2002 les véritables raisons de la mort de la chienne Laïka, premier être vivant envoyé en orbite autour de la terre en 1957. D'après lui, Laïka mourut environ 5 à 7 heures après le lancement de l'engin spatial, son rythme cardiaque étant devenu trois fois supérieur à la normale, probablement à cause de la peur et du stress, en plus d'un problème de surchauffe dans le petit habitacle. Avant ces révélations, on pensait que Laïka avait vécu quatre jours dans l'engin spatial.
Malachenkov est mentionné dans la chanson de Jonathan Coulton intitulée Space Doggity (en référence à la chanson Space Oddity de David Bowie), traitant de la mission Spoutnik 2.